# Мельхіор Лорк
Мельхіор Лорк або Лорихс (Фленсбург, 1526—1527 — після 1583, Копенгаген) — данський гравер та художник.

## Біографія
Мельхіор Лорк народився у 1526—1527 рр. у Фленсбургу у герцогстві Шлезвіг. Його батько Томас Лорк був видатним міським посадовцем, данські королі, відвідуючи Фленсбург, зупинялися в домі Лорків.
У 1549 році король Данії Крістіан III виділив Лорку стипендію на освітню поїздку, про цю подію зберігся документ — король підписав його 22 березня 1549 року у Фленсбургу. Лорк подорожував по південній Німеччині, і близько 1550 року відвідав Нюрнберг, а в 1551 році Рим. Лорк отримав короткочасну роботу в Нойбург-на-Дунаї у пфальцграфа Пфальц-Нойбурга Отто Генріха, потім працював для родини Фуггерів у Аугсбургу.

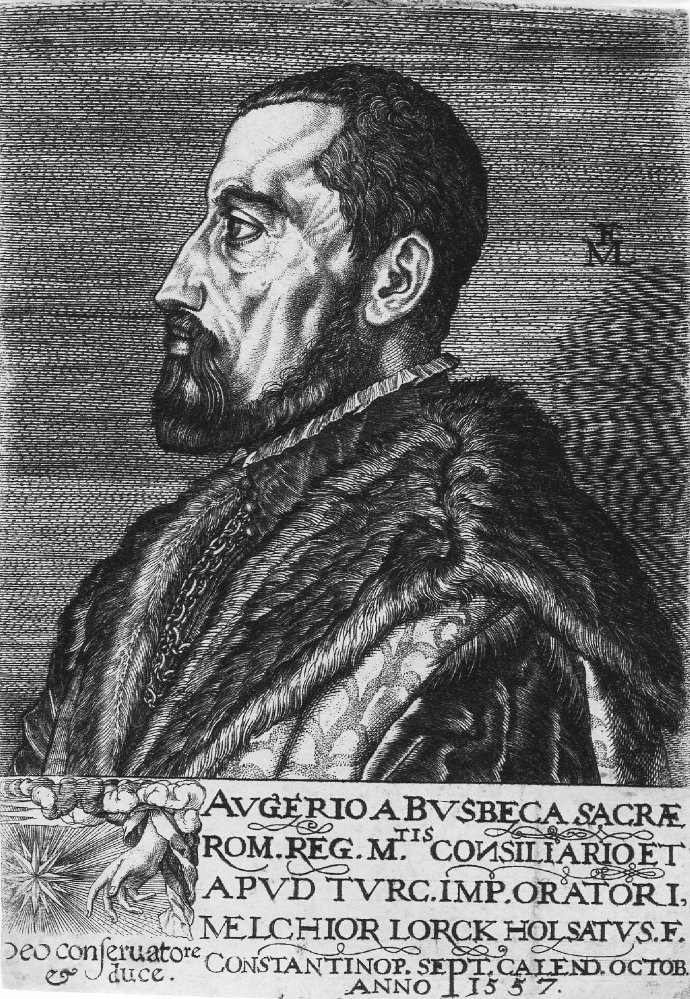
Портрет Ожьє Де Бусбека, 1557 рік.

У 1555 році Лорк поступив на дипломатичну службу до німецького короля Фердинанда I (у 1556 році ставшого імператором Карлом V). Лорк вирушив в складі посольства під керівництвом Ожьє Де Бусбека до Константинополя в «Блискучу Порту» до двору султана Сулеймана Великолепного. Метою посольства було проведення переговорів щодо влади над Угорщиною, на яку претендували обидві сторони. Після перемоги турків у битві при Мохачі, контрольована османами територія Угорщини становила відмінну відправну площадку для нападу турків на краї Західної Європи. У Константинополі Лорк виконав безліч малюнків, на основі яких пізніше були створені дереворізи. Через кілька років після смерті Лорка була видана книга, в якій були надруковані 114 його гравюр.
Лорк повернувся до Західної Європи восени 1559 року. З 1560 року по 1566 рік він жив у Відні, де був найнятий герцогом Гансом Шлезвіг-Гольштейн-Хадерслевським, братом майбутнього короля Крістіана III. Герцог звернувся до Лорка з листом, пропонуючи йому роботу. Король Фредерик другий передав граверу через брата Лорка Андреаса щедрий подарунок в 200 данських ріґсдалерів.
У 1562 році син Фердинанда I, Максиміліан, був обраний у Франкфурті-на-Майні «королем римлян» (тобто майбутнім імператором). Майбутній імператор здійснив подорож по Дунаю, кінцевим пунктом якої була Відень. Лорк був найнятий для організації триумфальних арок, прикрашання вулиць у кольори Габсбургів та організації криниць з вином.
22 лютого 1564 року імператор підтвердив дворянський статус Мельхіора Лорка та трьох його братів, Каспара, Бальтазара та Андреаса — головним аргументом для цього було перебування Мельхіора Лорка у складі посольства в Порті. Приблизно у той же час, Лорка було прийнято на почесну посаду стрільця (Hartschier) конного вартового імператора з великим щорічним окладом, і він займав цю посаду до 1579 року.
У 1566 році Лорк супроводжував імператора під час військової кампанії в Угорщині, що дозволило граверу стати свідком смерті султана Сулеймана Великолепного під час Сігетварської битви. У грудні того ж року імператор Максиміліан написав досить незвичне листа своєму двоюрідному брату, королю Фредерику II, просячи його, щоб той добре прийняв Мельхіора Лорка, так як він приїхав до Данії за справами спадщини свого брата Каспара, вбитого під час Північної семирічної війни. У листі він також вимагав повернути Лорка на імператорську службу, таким чином передбачаючи, що двоюрідний брат може затримати художника у себе.

## Гравюри

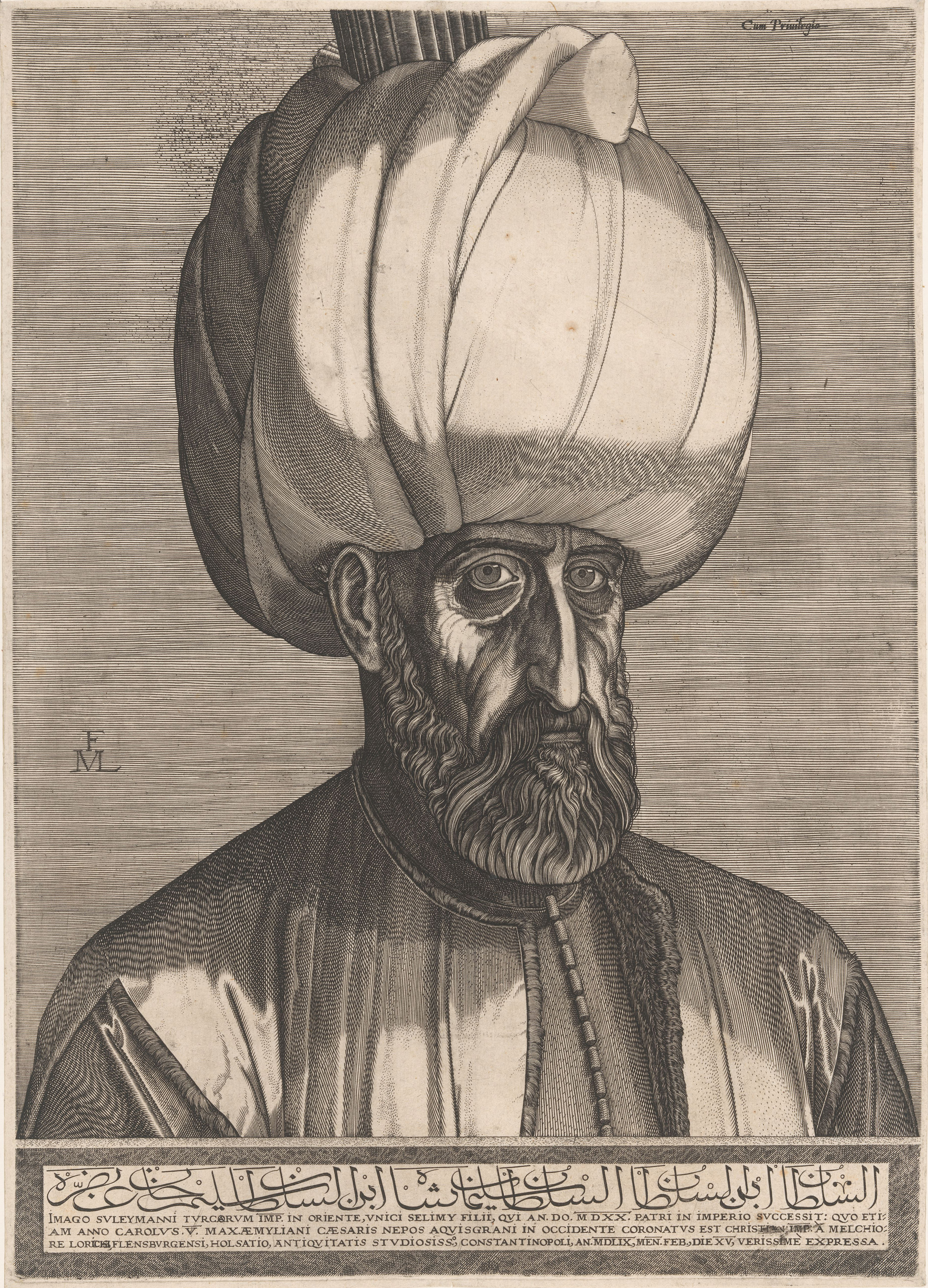
Портрет султана Сулеймана Пишного, гравюра на міді, 1562 рік
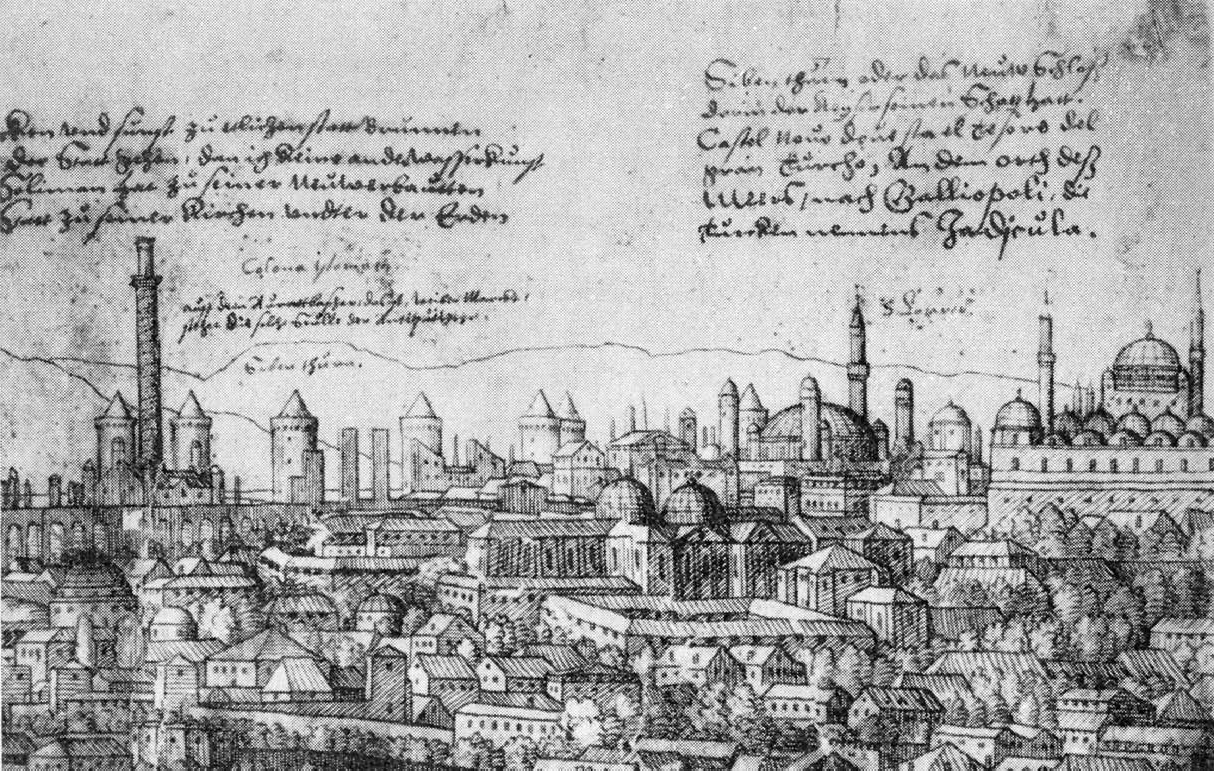
Вид Константинополя, гравюра, 1559 рік
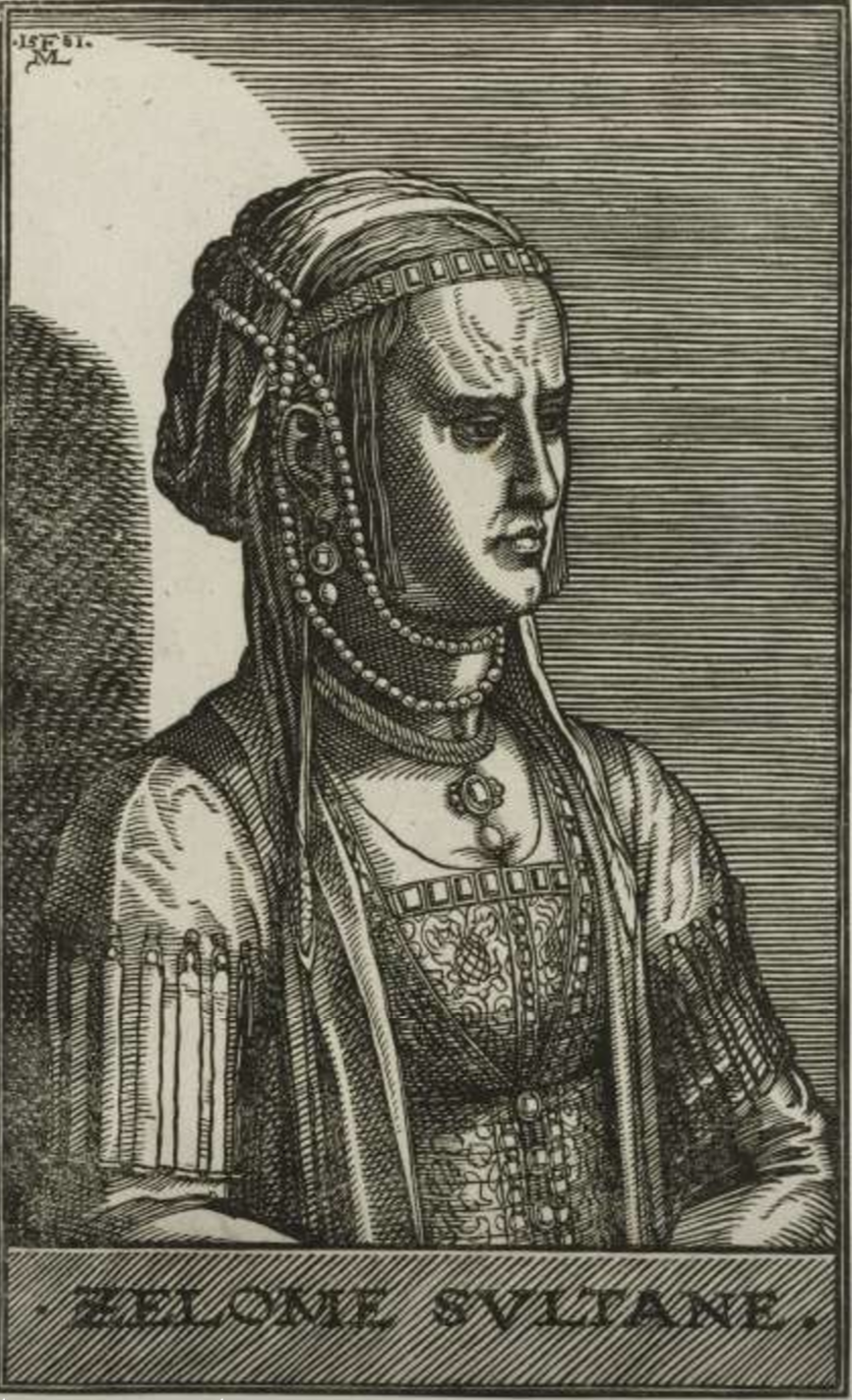
Портрет невідомої, помилково видається за портрет Кесем-султан
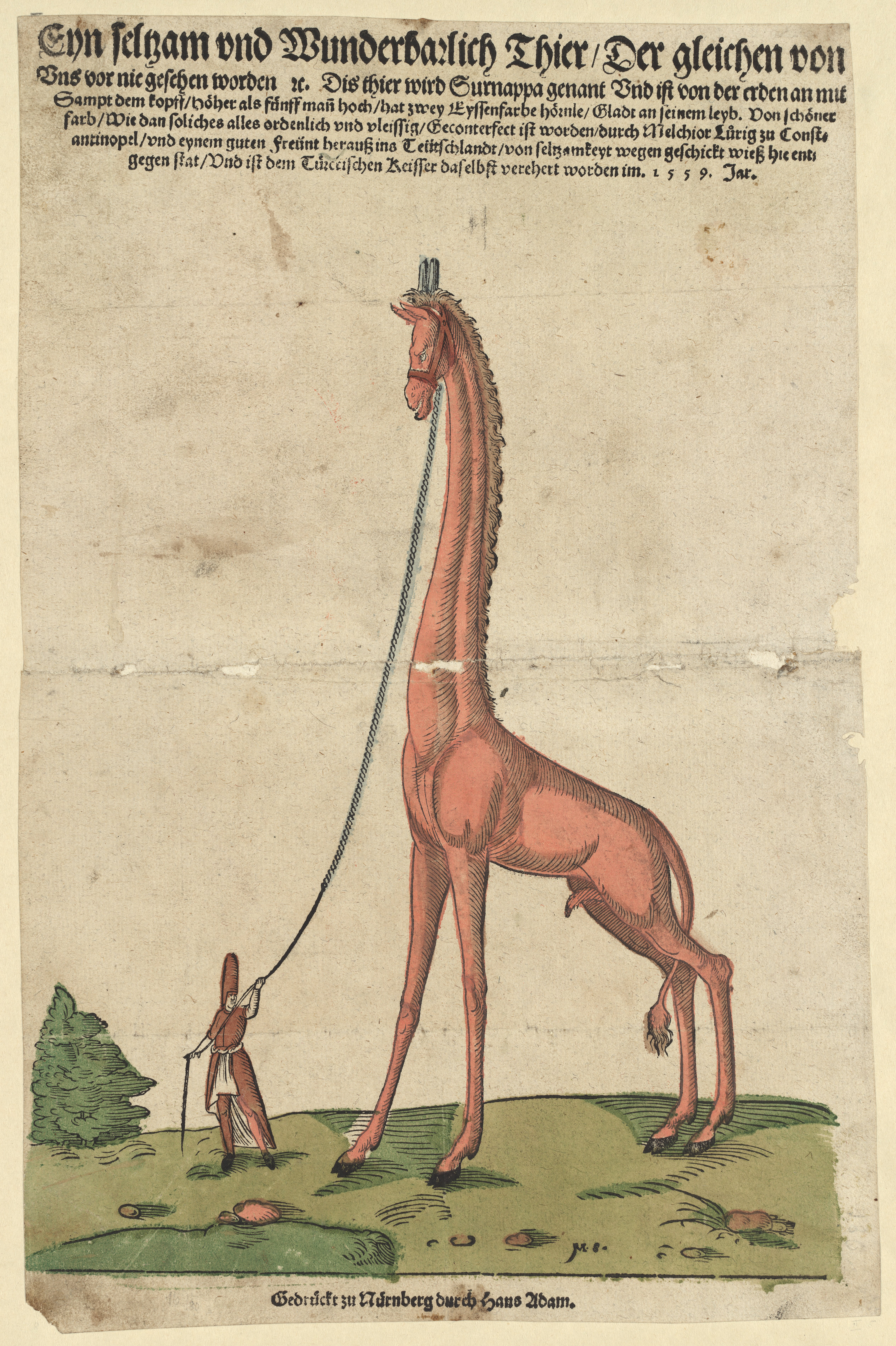
Жираф, побачений в Константинополі, розфарбована гравюра, 1559 рік